# Anthurium laciniosum
Anthurium laciniosum är en kallaväxtart som beskrevs av Luis Aloysius, Luigi Sodiro. Anthurium laciniosum ingår i släktet Anthurium och familjen kallaväxter. Inga underarter finns listade.